# 台灣音樂
臺灣音樂（排灣語：senay；臺灣閩南語：im-gak；臺灣客家語：imˊ ngok；布農語：huzas；太魯閣語：uyas；鄒語：pasunaeno；卡那卡那富：paracani；達悟語：kapianoanood；賽夏語：kapa:tol）是指由臺灣所孕育或產製的音樂。臺灣的音樂範疇之廣，風格具有多元、豐富的特色；隨著不同的族裔語系與時空背景，產生出獨具臺灣鄉土情感、民族性格與時代精神的音樂系統。
臺灣音樂依歷史脈絡可概分為傳統音樂與流行音樂，傳統音樂包括民歌、歌舞、器樂、曲藝、說唱、唸歌仔、聖樂、十三腔樂、南管（郎君樂）、北管（亂彈）、國樂與民謠等。流行音樂是指受近現代的世界音樂風格影響的現代流行音樂。臺灣的流行音樂有國語流行樂、臺語流行樂、客語流行樂與現代原住民音樂。其中，臺灣國語流行歌又是華語流行音樂的主要構成部份之一。

## 臺灣原住民族音樂
- 鄒族歌謠巴蘇娜艾諾
- 布農族八部合音

## 祭儀音樂

### 儒教音樂

#### 文廟釋奠雅樂
是每年秋祭時，祭祀大成至聖先師孔子公的儀式中，所演奏的音樂。古代又被稱為「雅樂」，是一種宮廷音樂。現行的祭孔雅樂存在清制（清光緒十七年）與明制（民國六十七年復制）兩種樂制並存並行，形成臺灣特有的文廟釋奠雅樂系統。
- 大成樂章

《大成樂章》又名《大晟樂》，其演奏速度較緩，風格莊嚴肅穆。目前除台南文廟外，全國均採用民國67年復制的明制《大成樂章》，其中以台北文廟最具代表性。大成樂章前身為十一世紀宋王朝的《大晟樂》，明代時整編成《大成釋奠樂譜》。
- 雅樂十三音

全國僅台南文廟仍尊行《雅樂十三音》，又名《聖樂》。其發源自古府城禮樂局（今以成書院）。《雅樂十三音》演奏速度較輕快、舒暢，是目前臺灣保存、演奏歷史最悠久的雅正之樂。臺南的《大成至聖先師釋奠典禮》已列入國家文化資產民俗及有關文物。

## 器樂

### 原住民族系統
臺灣原住民族對於音樂的普遍概念為「歌唱」，樂器是整體音樂中的次角色。
- 泰雅族、太魯閣族、賽德克族
  - 口簧琴
  - 木琴
  - 直笛（太魯閣族稱為「獵首笛」）
- 賽夏族
  - 體鳴樂器（臀鈴）
  - 神鞭（鞭打土地之聲）
- 布農族
  - 口簧琴
  - 弓琴
  - 直笛
- 排灣族、魯凱族
  - 雙管鼻笛（旋律音管、持續音管）
  - 縱笛
  - 口簧琴[13]
  - 弓琴[14]
  - 陶壺鼓
- 邵族
  - 木杵

## 近代音樂

### 近代藝術音樂
在荷蘭和西班牙治理下的17世紀台灣，便有部分的傳教士開始了最早的音樂教育。當時荷蘭與西班牙分治台灣南北，歐洲傳教士也隨行來台，荷蘭是基督教新教，西班牙為天主教道明會，設立教堂傳教，並將西方教會音樂引入台灣，但是這時期仍以傳教的教會音樂為主。不過，西方的藝術音樂真正開始在台灣落地生根，則是在19世紀中期「開港通商」之後。:81895年，台灣被日本佔領，之後引入西化的音樂教育。日本統治台灣時期，音樂是學校教育的核心科目之一，受到師範體系的重視。:8江文也和郭芝苑等人是這個時期的代表性音樂家。

#### 清治時期
18世紀進入清治時期，台灣的音樂仍以大陸移民的北管與南管音樂為主，但是到了19世紀中期，清朝連年敗戰，被歐洲列強強迫開港，歐洲商人大舉來台經商貿易，歐洲商會與公司在台灣設立分公司，同時也帶來西方文化，傳教士的數量增加，1872年加拿大籍的馬偕牧師在淡水（舊稱滬尾）一帶建立基督長老教會教堂傳教以及建立醫療與教育體係，同時也帶來西方教會音樂與藝術音樂教育。 前身為理學院大書院的台灣神學院與真理大學就是由馬偕創立，台灣早期作曲家陳泗治（1911-1992）則畢業於馬偕長子偕叡廉設立的淡水中學校（淡江高級中學前身）。就讀期間，隨吳威廉牧師夫人學習鋼琴與西方教會音樂，淡水中學校畢業後，進入台北神學院（台灣神學院前身）正式學習西方藝術音樂，畢業後赴日深造。
在南部，1865年英國長老教會（加爾文教派）的馬雅各醫生（Dr.James Maxwell）來台傳教。1869年李庥牧師與馬雅各醫生在旗後、府城（今台南）成立「傳道者養成班」。1876年時湯瑪斯·巴克禮牧師將原來旗後與府城的「傳道者養成班」合併為「府城學院」（台灣基督長老教會南神神學院前身），成為台灣第一所西式大學，這所神學校不僅身負傳教與培養神學生的使命，同時也將神學生必修的西方教會音樂與藝術音樂帶進台灣南部，培育南台灣的音樂人才，至今「音樂」人才的培育仍是該校的重點培育項目。
在清治時期，西方藝術音樂的傳遞主要是依靠教會系統傳遞，藉由日益增多的信徒以及來台經商的外國人與有使命感的傳教士，將西方音樂帶入台灣。

#### 日治時期
1894年中日甲午戰爭，清朝戰敗，簽訂馬關條約，1895年由日本開始統治台灣，進入日治時期，西方的音樂教育體系也隨著日本的統治引進台灣。在日本的統治下，「音樂」成為教育體系的核心科目之一，此時西方藝術音樂正式扎根於台灣，尤其在師範體系的學校，更是必修項目，如陳泗治是進入師範體系正式學習音樂之後赴日深造的台灣早期作曲家。
1938年出生於高雄鳳山的作曲家蕭泰然，其母親則是早期留日鋼琴家，由母親啟蒙鋼琴教育，之後亦在留日名鋼琴家李富美的栽培下，在教會學校長榮中學畢業後，進入台灣省立師範學院（國立台灣師範大學前身）音樂專修科學習，畢業後赴日深造。
由上述台灣作曲家的養成背景，可以清楚看到台灣西方藝術音樂人才的培育脈絡，一是來自教會系統；另一是日治之後西化的音樂教育體系，與之後赴日留學深造後回台。其音樂創作以教會音樂為主，如陳泗治；或藉由歌謠創作推廣音樂，如呂泉生、郭芝苑。他們也創作大型作品，如郭芝苑的歌劇《許仙與白娘娘》；呂泉生的歌劇《閹雞》是以西方作曲手法創作的台語歌劇，在日治的皇民化時期更引來統治階層的關切。

#### 1949年之後
1949年之後，國府遷台，出於政治因素，中國大陸和俄羅斯（及其代表的共產黨標誌）的文化元素在台灣難以施展，西方文化搶占了主要的話語權。來自中國大陸的音樂家與學生也來台定居，並投入台灣音樂教育。
第二次世界大戰結束後，台灣的政經情勢變化詭譎，也反映在當代的音樂活動上。學者Edwin A. Winckler在其著作《戰後台灣文化政策》（Cultural Policy on Postwar Taiwan，1994年）當中，將戰後台灣音樂發展概分為三期：:9
1. 1945年－1960年
2. 1960年－1975年
3. 1975年－1990年

1946年日治時期的臺北高等學校，更名為台灣省立師範學院，成為師資培育的重鎮。1955年，更名為台灣省立師範大學（國立臺灣師範大學前身），來自福建音樂專科學校的蕭而化，與來自上海音樂專科學校（上海音樂學院前身）的康謳、戴粹倫等人，先後在此執教，並重整台灣音樂的教育體系。另一方面，台灣本土留日的音樂家如高慈美、張彩湘，返台後也在此任教，使該校音樂教育呈現兩種系統，此時台灣的藝術音樂主要受西方後浪漫派音樂影響，如早期畢業的音樂家蕭泰然、許常惠等。
國立藝術專科學校（國立臺灣藝術大學前身），簡稱藝專，1955年於台灣台北縣（新北市前身）板橋鎮設立。在該校音樂科主任如聲樂家申學庸、史惟亮（1926-1977）等人的努力下，培養了許多專業演奏人才與作曲家，將中國音樂素材運用在西方作曲理論創作新作，或運用西方當代音樂的作曲手法結合中國文學作品。如史惟亮寫給女聲獨唱與管弦樂的《琵琶行》，此曲是以唐朝詩人白居易的同名長詩，使用西方的複調與非調，結合中國的五聲音階所完成的現代音樂作品，於1968年首演，由女高音劉塞雲獨唱，由戴粹倫指揮台灣省交響樂團（國立臺灣交響樂團前身），於台北國軍藝文中心首演，也是作曲家最得意的作品。此外，音樂家李泰祥、游昌發等人也都畢業自藝專。
此時的作曲家深受中國文化的薰陶，文學素養深厚，也有本土意識，善於將西方音樂與文學結合，例如馬水龍的鋼琴組曲《雨港素描》描寫故鄉基隆，《梆笛協奏曲》則奠定他的作曲家地位。《梆笛協奏曲》結合了中國五聲音階與西方管弦樂技法，不僅展現梆笛的演奏技巧，也將台灣音樂帶入新的境界，被選為中國廣播公司的台歌，「是非比尋常的歷史性標記」 。交響組曲《霸王虞姬》則是馬水龍運用中國楚漢相爭的歷史完成的作品，此作原本是一齣有說書人的說唱劇，後來以傳統樂器取代原本說唱劇的人聲，包括原本男低音的項羽改由嗩吶、女高音的虞姬改用南胡、男高音的劉邦改用琵琶，以這三個傳統樂器互相應答，讓中國傳統樂器與西方管弦樂團完成這個交響曲版本，獲第二十六屆傳藝金曲獎最佳藝術音樂專輯獎。
音樂學院是培養音樂人才的基地，而民間音樂協會的成立，也是讓民間音樂活動活絡的推手。1946年，由士紳林獻堂、學者林茂生、游彌堅等人成立的「台灣文化協進會」，積極推動各項音樂活動，留日返台的音樂家如郭芝苑、呂泉生、林二等人，都積極為音樂活動創作新曲，但在百廢待舉的當時，並沒有獲得熱烈的迴響。1955年郭芝苑為音樂會所作的《台灣土風交響變奏曲》，是台灣人完成的第一首管絃樂曲，此曲是以台灣風土民情為主題，由台灣省交響樂團首演。1972年郭芝苑的《小協奏曲》，為鋼琴與弦樂隊創作，是台灣第一首鋼琴協奏曲。
省立台灣師範大學與國立藝專的作曲學生，在來自中國大陸的音樂家主導的音樂教育之下，接觸不少中國傳統音樂與戲曲，以及二戰之前中國近代作曲家的作品，如黃自、趙元任、李抱忱、劉雪庵等人的藝術歌曲。當他們畢業之後到學校任教，如盧炎，或是到台灣省立交響樂團的研究組任職或是擔任樂團演奏員，如溫隆信、張炫文、賴德和等，不是從事台灣民間音樂的收集與研究，或企圖將台灣音樂結合西方作曲理論，發展出屬於台灣的當代藝術音樂。。
台灣省立交響樂團的研究組於1972年史惟亮擔任團長時成立，當時不少國立藝專的作曲畢業生或是歸國的作曲家，都被聘請到這個單位任職，包括賴德和、溫隆信、游昌發等人，這幾位年輕作曲家在1967年組成「向日葵音樂會」，成員還包括陳懋良、沈錦堂、馬水龍等，也都是國立藝專音樂科畢業的作曲家。

#### 民間的音樂組織
臺灣最早的作曲組織，是1961年甫自法國留學歸國、任教於臺灣省立師範大學的許常惠所發起的「製樂小集」，這個團體沒有固定成員，每一次音樂會都是由許常惠邀請作曲家發表作品。演奏現代音樂的組織，則有「新樂初奏」，1961年由小提琴家鄧昌國、日籍鋼琴家藤田梓、顧獻樑、許常惠、韓國璜等人發起，以演奏國內外現代音樂為目的。其他重要的團體還有「江浪樂集」、「五人樂集」，除了發表團體的作品，也會做國際性的交流。
1973年「亞洲作曲家聯盟中華民國總會」（簡稱曲盟）成立，最初由許常惠、鍋島吉郎（日本）、入野義朗（日本）、林聲翕（香港）、羅運榮（韓國）等五人發起，以交流東方作曲家的音樂思想為目的。這樣國際性的當代藝術音樂的交流更有組織性，也使台灣當代藝術音樂的發展跨進一大步，在經年頻繁的交流下，台灣藝術音樂的作曲水準也提高許多，亦培養不少優秀的作曲家。
當時台灣的藝術音樂，除了中西方結合的新創音樂之外，還有抽象、受現代主義影響的音樂風格。1960年代許常惠自法國學成歸國時，他帶回了當時歐洲最新的當代音樂，如序列主義音樂，雖然一時無法被接受，但是他在省立台灣師範大學與國立藝專的學生都受到影響。作曲家潘皇龍的音樂運用現代音樂語法，著重音響與意境的追求，與其他作曲家相比較為抽象，他寫給單簧管、擊樂、鋼琴與大提琴的四重奏《迷宮・逍遙遊》，就是一首著重意境與聲響的作品。與潘皇龍密切合作的采風樂坊，是台灣主要演奏當代藝術音樂的室內樂團，不僅演奏中國傳統音樂，也運用中國絲竹樂演奏當代藝術音樂，在多個國際當代藝術節演出許多台灣當代作曲家的作品。

#### 1980年之後
西方藝術音樂在台灣的發展，大多存在於公、私立的教育機構，除了最早的省立台灣師範大學與國立藝專，之後陸續開辦的還有中國文化大學（1962）、實踐家專（實踐大學前身，1969）、東吳大學（1972）、輔仁大學（1983），與國立藝術學院（國立台北藝術大學前身，1982）等。 1980年代之後，師範專科學校改制為師範學院，增加多個音樂系所，不僅為各級學校培養不少音樂師資，也使民間學習音樂風氣鼎盛，加上1987年中正文化中心（國家兩廳院前身）、1986年聯合實驗管絃樂團（國家交響樂團前身）成立，舉辦一系列的音樂會，並邀請國內外音樂家來台演出，也委託國內作曲家創作，音樂活動蓬勃發展，此時是音樂人才輩出，台灣的作曲與演奏水準大為提升的年代。作曲家潘皇龍、曾興魁、柯芳隆、錢南章、錢善華和陳樹熙是代表性人物。
在1960年代，台灣在蕭滋（Robert Scholz）博士的建議下，開始選拔資賦優異的音樂學生送至國外深造，最早有鋼琴家陳必先、葉綠娜、陳泰成等人在歐洲留學，學成之後有的留在海外，也有回國投身教育工作。。而在大型著名國際音樂比賽獲獎的，如鋼琴家楊小佩，1967年於日內瓦鋼琴比賽獲得第三名 ；鋼琴家陳必先，1974年於慕尼黑國際鋼琴比賽獲得首獎；1985年胡乃元於比利時伊莉莎白皇后國際小提琴比賽獲得第一名；2015年曾宇謙於柴可夫斯基國際音樂比賽獲得第二名（首獎從缺）等多位台灣出身的演奏家在國際獲獎。在指揮方面，從早期的郭美貞到簡文彬、呂紹嘉、陳美安、莊東杰，都是聞名國際樂壇的指揮。
1990年「春秋樂集」由作曲家馬水龍發起，由邱再興文教基金會贊助與主辦，是一個獎勵後進作曲家的平台。馬水龍跟企業家邱再興表示，台灣缺乏作曲家，因為作曲家是一切藝術作品的源頭，尤其是舞蹈表演，甚至一般戲劇表演，都需要背景音樂陪襯，這些音樂格外重要。於是春秋樂集從1991年開始舉辦音樂會，首場的春季音樂會參與的作曲家有陳樹熙、錢善華、應廣儀、張蕙莉、許明鐘、潘世姬與黃燕忠等台灣中生代的作曲家，音樂的風格較為多元。同年秋季音樂會，參與的音樂家較春季年長，有許常惠、潘皇龍、盧炎、吳丁連、錢南章、曾興魁、張昊等，發表代表其世代以中國文化為底蘊融入西方作曲技巧的新作。
春秋樂集的春秋二季音樂會，春季為新生代或中生代作曲家的作品發表，秋季音樂會的作曲家在年紀與輩份上都較春季為高，以區分二場音樂會的特色。春秋樂集至2016年雖非每年都舉行音樂會，但參與的作曲家都足以代表台灣西方藝術音樂的發展，如曾獲得國際作曲獎項的彭靖、顏名秀、劉韋志、林京美、周久渝、陳士惠、李元貞、洪崇崑、李子聲等，都是台灣中生代與新生代的佼佼者。
西方歌劇在台灣的發展，台北市立交響樂團（簡稱北市交）在前團長陳秋盛任期（1986-2003），計畫性地每年推出一部歌劇，除了少數國際名聲樂家之外，基本上皆邀請國內的聲樂家參與演出，從舞台製作到演出時的所有規劃與準備，都是由台灣的工作人員與藝術行政工作者以及音樂家們負責，對於歌劇的推廣功不可沒，不僅給予國內聲樂家演出歌劇的機會，也讓本地藝術工作者從中學習製作歌劇的細膩繁複工作與籌劃。
臺北歌劇劇場由聲樂家曾道雄教授於1973年創立，雖然規模無法跟公立的北市交相比，但五十年來已經演出多部西方歌劇經典，數量與製作水準上不輸給公立樂團，更是台灣培養歌劇聲樂家與歌劇指揮的重要基地，台灣聲樂家從早期的朱苔麗，近期的黃莉錦、耿立、石易巧、吳佳芬、左涵瀛等多位中生代與新生代聲樂家，皆活躍於國際歌劇院的舞台上。
雲門舞集也是台灣作曲界的重要推手，如《白蛇傳》與《紅樓夢》的作曲家賴德和、《廖添丁》的作曲家馬水龍等，都是由創辦人林懷民委託創作。在劇場方面，投入劇場音樂製作的作曲家林桂如，從大學時代即參與劇場音樂創作，從美國獲得博士學位回到台灣任教，並與動見体劇團合作，策劃主持的作品《凱吉一歲》獲第12屆台新藝術獎五大年度入選，是同時活躍於劇場與藝術音樂創作的中生代作曲家。

### 戰後初期音樂

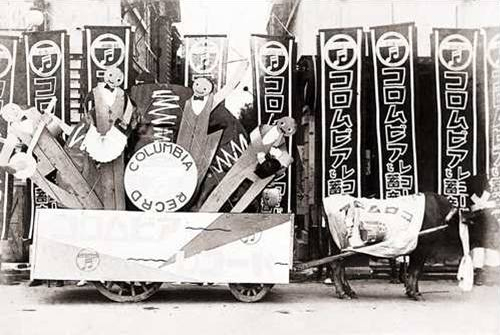
日治時代的打歌方式。牛車上歌手、月琴、胡琴一應俱全。這是古倫美亞的宣傳場面。

台灣流行音樂發源自日治時代的1930年代，當時是臺語歌謠創作的黃金時代，1929年成立的古倫美亞唱片是台灣第一家唱片公司，也是同時期的台灣流行音樂的發軔者。

### 1960－1980年代
中華民國播遷時期最初的留聲機時代「七大歌星」奠定了華語流行音樂在亞洲社會中的地位。這些歌星在演唱中結合了中國傳統的小曲、日語流行音樂等的演唱技巧，其演唱風格與之前傳統國樂均不盡相同。並開始融入台灣日治時期崛起的台語流行音樂，來廣為人知的是1932年由純純所演唱的〈桃花泣血記〉。台語音樂的全盛時期，除了諷刺殖民體制的歌謠，亦有許多現今依舊令人耳熟能詳的，譬如〈望春風〉，而流行類歌曲始祖是〈烏貓行進曲〉。
1956年，在青年樂手金祖齡（Johnny King）的號召下，台灣第一支演唱英文歌曲的搖滾樂團「洛克樂隊」（Rock Band）正式成軍。由於「洛克」歌聲動人，甚獲蔣宋美齡喜愛，特別邀請該團到各地舉行勞軍演出，深得美國大兵們的歡迎。六〇年代中期（1965年），美國開始全面介入越戰，台灣成為駐越美軍的渡假中心，酒吧與色情行業大量興起，源自「美軍電台」（American Forces Network Taiwan，簡稱AFNT）的鄉村音樂和民謠歌曲也跟著慢慢流行起來，並以美軍俱樂部（如臺北美軍招待所）及飯店西餐廳、舞廳和夜總會為據點，包括台北中山北路、台中大雅路、台南健康路、高雄鹽埕區等，帶動了西洋熱門樂團的發展，也培養了台灣本地大量的流行音樂人才。
1965年，陶曉清開始在中廣主持《中廣熱門音樂》節目介紹當時西洋流行音樂。1971年，中華民國退出聯合國；1979年，中美斷交，台灣國際地位慢慢降低，而青少年們仍沉浸在西式音樂文化之中，「舊上海」式的歌曲，與日本及西洋的翻譯歌。在這種氛圍之下，創作屬於「中國人」的歌曲，這種想法慢慢開始萌芽。75年，陶曉清在中廣開闢了《熱門音樂》節目，其中另闢一個「中西民歌」時段，介紹由青年學子自行創作的歌謠。這些實驗性的歌曲，得到了聽眾的迴響喜愛。75年，楊弦的「現代民謠創作演唱會」拉開了民歌運動的序幕。76年在李雙澤的高呼之下，「唱自己的歌」成為風潮，歌謠創作如雨後春筍般湧現。此時，陶曉清以電台廣播人的身份，聯合了廣播界與藝文界人士，召開「中國現代民歌」演唱會，包含了胡德夫、楊弦、楊祖珺、吳楚楚等民歌運動健將。陶曉清並策劃了「第一屆中國現代民歌之夜」演唱會，與《我們的歌》專輯出版。陶曉清參與其中的民歌運動，逐漸成為1970年代中期後，台灣流行音樂界的發展方向之一。
整個七八十年代，臺北保持並發展了其華語流行音樂的工業中心地位。70年代初，隨著青春校園電影及瓊瑤「三廳電影」熱潮，以電影主題曲姿態出現的國語時代曲亦獲得空前成功。當中劉家昌的創作班底獨領風騷，劉更憑藉培育或引薦多位日後叱吒七八十年代臺灣華語樂壇流行巨星，尤雅、鄧麗君、费玉清、甄妮、劉文正、鳳飛飛、黃鶯鶯等，成為不爭的七十年代華語樂壇教父。其時，華語流行音樂的影響力遠遍新加坡，馬來西亞及印尼， 而鄧麗君的歌聲亦傳至中國大陸。在當時高度政治敏感下，鄧麗君的歌曲一度被中華人民共和國政府視爲資產階級的“靡靡之音”，引起了當時「白天聼老鄧，晚上聼小鄧」的說法。
七十年代中至八十年代，臺灣一方面從校園發展出以「唱自己的歌」為號召的校園民歌創作熱潮，如蔡琴、齊豫、潘越雲、李建復、施孝榮、黃大城 、陳明韶、王夢麟、趙樹海、葉佳修、李壽全、李泰祥、蘇來、靳鐵章 、梁弘志等人開始投入樂壇，另一方面以玩西洋音樂樂團（BAND）起家的音樂人，也開始回歸國語唱片參與製作及演唱如黃鶯鶯、蘇芮、羅大佑、譚健常、陳志遠、翁孝良等人，彼此激發火花樂壇風格更趨多元成熟。
八十年代起，與臺灣社會經濟發展同步，民歌亦進入成熟與商業化時期，西洋音樂樂團起家的人成為主流，市場欣欣向榮唱片公司百家爭鳴，詞曲創作與唱片製作成為專業並開始細緻化分工，其中最主流的兩家為吳楚楚與彭國華創辦的飛碟唱片（四大天后蔡琴、黃鶯鶯、蘇芮、王芷蕾，知名創作人李壽全、陳志遠、陳樂融、張雨生等人）與段鍾沂、段鍾潭兄弟創辦的滾石唱片（知名歌手陳淑樺、齊豫、潘越雲，知名創作人羅大佑、李宗盛、陳昇、陳煥昌（小蟲）、黃韻玲等人），兩家的良性商業競爭擴展了唱片市場，創作力道豐沛多元，也讓單張唱片銷量最終突破百萬門檻成為產值高昂的唱片工業。
1983年8月至1984年10月台灣華視開播張小燕主持的綜益節目綜藝100，其中與民生報聯辦的流行歌曲排行榜膾炙人口，以唱片銷售量定榜單，每週公布當週排行榜，每季結算當季累計最暢銷專輯前十名，成為流行音樂指標。1989至1998年台灣華視播出胡瓜主持的金曲龍虎榜，則繼續與民生報及台灣區唱片工業同業公會、中華民國消費者文教基金會合作，民眾明信片票選與銷售量各佔一半比例統計出每週最佳專輯與最佳歌曲，民生報每日刊登票選表格。每週由報榜主持人公布每週歌曲前20名排行榜，每年舉行十大票選偶像藝人與銷售量的頒獎典禮。公正的排行榜節目普及人心，成為老將展實力，新人曝光發熱的極佳管道，亦促成台灣唱片市場蓬勃發展。
八十年代末起世界各大唱片公司紛紛成立台灣分公司搶攻華語音樂市場，臺灣樂壇影響力擴展到全球華語音樂圈。
八十年代臺灣的流行音樂天后鄧麗君、鳳飛飛、黃鶯鶯、蘇芮是融合其中傑出者，鄧麗君她的音樂風格上接上海時代曲下啟台灣流行樂，不僅是華語流行音樂巨星，也在日語流行音樂、台語流行音樂、粵語流行音樂發展史上具有重要的地位，鳳飛飛以獨到表演方式橫貫華語與台語流行音樂，拉近流行音樂與土地及生活的距離，從樂團與美軍俱樂部起家的黃鶯鶯與蘇芮中英雙聲帶紅遍海內外，則是將西洋音樂樂風帶入華語流行音樂的指標性人物，黃鶯鶯專注在唱片製作演繹，以其獨到的品味與唱腔，不斷與新秀合作翻新音樂風格，唱片賣座創作者也受到樂壇注目，為華語流行音樂注入新血，蘇芮打破樂壇溫柔女聲慣例，將西洋音樂中的靈魂撼動揉入國語音樂中，影響力跨出台灣深入中國大陸，以上四位皆獲得台灣金曲獎終身特別貢獻獎。
是當時臺北中文流行音樂工業中心地位的標誌。同時洪榮宏的〈一支小雨傘〉、江蕙的〈風醉雨也醉〉、李茂山的〈今夜又擱塊落雨〉等台語歌手也開始崛起，日後江蕙是首位登上台北小巨蛋的台語歌手亦獲得台灣金曲獎終身特別貢獻獎。

### 1990年代
1990年代後期邁入多元化階段，台語具代表性的像林強、陳明章、朱約信、蕭福德、陳昇、新寶島康樂隊及謝金燕的電子舞曲和伍佰的搖滾曲風等。隨著冷戰結束華語歌手也出現重歸大融合時代。八、九零年代紅遍大街小巷的以一場遊戲一場夢爆紅的歌手王傑、和齊秦等，紅遍包括兩岸三地的大中華地區的經濟與文化聯繋都日益緊密，原住民歌手張惠妹迅速崛起，王菲、林憶蓮、張學友等歌手的曲風傳入。

### 2000年代
蔡依林、周杰倫、王力宏、羅志祥、蕭亞軒，陶喆、潘玮柏、吴克群、徐怀钰、陶晶莹、周惠、王心凌、张韶涵、田馥甄、杨乃文，魏如萱，杨丞琳，徐佳莹等天王天后新興台灣歌手崛起，在全球华语音乐圈成为顶流歌手。馬來西亞及新加玻歌手亦選擇來台灣出道及發展，如孫燕姿、林俊傑、梁靜茹亦成為華語樂壇有影響力的歌手，無論在獎項和銷量皆取得巨大的成功。女子音樂組合團體S.H.E音樂市場上成功行銷，另方面一些地下搖滾樂團如五月天出現，樂團開始走向流行市場，融合取向的例如采風樂坊的搖滾國樂等實驗性音樂也廣為大眾接受。

## 現代音樂

### 華語流行樂
台灣音樂人在1990年代開始前進中國大陸，協助發展整個中國大陸的華語流行音樂工業，至今已成功打造出龐大的音樂市場及培養了許多中國大陸的音樂人。北京也逐漸成爲華語流行音樂的中心，華語流行音樂也在中國大陸成爲主流的音樂。在現今的全球華語流行音樂世界裡，台灣仍扮演著重要的角色，主導著全球華語流行音樂的發展。台灣秉著厚實的文化底蘊、精煉成熟的音樂工業技術和特殊的文化品味，仍是帶動全球華語流行音樂新風潮的主要動力，台灣因此常被譽爲「華語流行音樂的搖籃」，多數華語流行歌手也因此常會選擇台灣作為主要的發展基地之一。

## 音樂獎項

### 金曲獎
金曲獎是台灣樂界的最高榮譽獎項，表揚當年度的傑出音樂人與製作團隊。自1990年開始舉辦。第1屆至第22屆由中華民國行政院新聞局主辦，第23屆之後由中華民國文化部影視及流行音樂產業局主辦；頒獎典禮約於每年5、6月間舉行。1986年時，行政院新聞局廣播電視事業處推廣的「好歌大家唱」活動，目的為徵選優良詞曲創作來激勵臺灣音樂市場與音樂人，1990年1月6日，第1屆金曲獎成形。1997年新聞局再將「唱片金鼎獎」與金曲獎合併辦理，獎項數擴增至逾20項，分為「流行音樂類」及「非流行音樂類」兩類。

## 音樂類別
| - 流行搖滾 - 獨立搖滾 - 嘻哈音樂 | - 獨立音樂 - 電子音樂 - 節奏藍調 | - 校園民歌 - 宗教音樂 - 典禮音樂 | - 古典音樂 - 流行音樂 - 中華民國國樂 |

## 外部連結
- 台語歌的苦情意象 （页面存档备份，存于）
- 搖滾國樂 （页面存档备份，存于）
- 文化部影視及流行音樂產業局[永久]